# Gabinet Calvina Coolidge’a
Gabinet Calvina Coolidge’a – powołany i zaprzysiężony w 1923, po śmierci Warrena Hardinga.

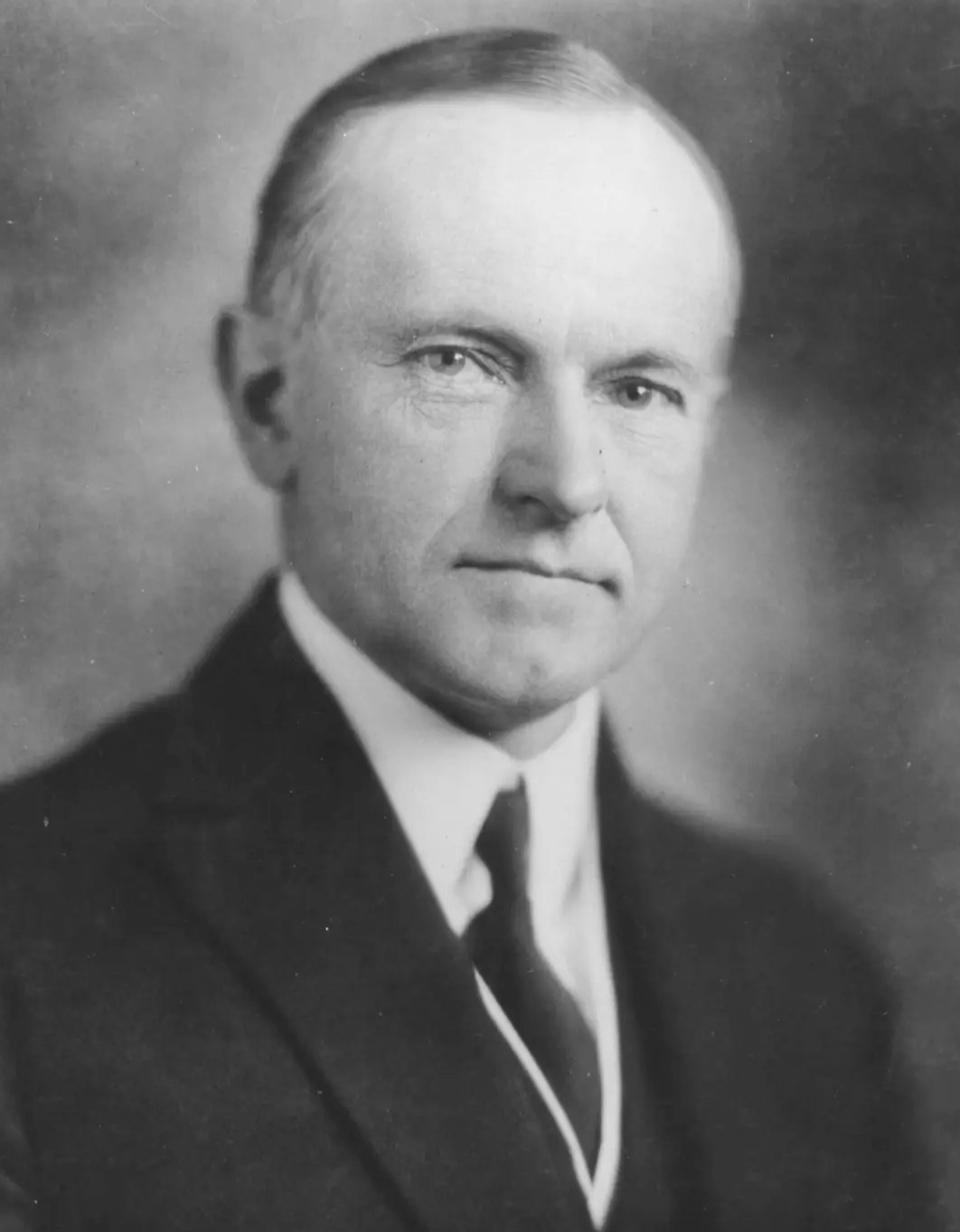

| Departament/Funkcja            | Imię i nazwisko                                                 | Kadencja                            |
| ------------------------------ | --------------------------------------------------------------- | ----------------------------------- |
| Prezydent                      | Calvin Coolidge                                                 | 1923 – 1929                         |
| Wiceprezydent                  | wakat Charles G. Dawes                                          | 1923 – 1925 1925 – 1929             |
| Sekretarz stanu                | Charles Evans Hughes Frank Billings Kellogg                     | 1923 – 1925 1925 – 1929             |
| Sekretarz skarbu               | Andrew Mellon                                                   | 1923 – 1929                         |
| Sekretarz wojny                | John W. Weeks Dwight Filley Davis                               | 1923 – 1925 1925 – 1929             |
| Prokurator generalny           | Harry M. Daugherty Harlan Fiske Stone John G. Sargent           | 1923 – 1924 1924 – 1925 1925 – 1929 |
| Dyrektor Generalny Poczty      | Harry S. New                                                    | 1923 – 1929                         |
| Sekretarz marynarki            | Edwin Denby Curtis D. Wilbur                                    | 1923 – 1924 1924 – 1929             |
| Sekretarz zasobów wewnętrznych | Hubert Work Roy Owen West                                       | 1923 – 1928 1928 – 1929             |
| Sekretarz rolnictwa            | Henry Cantwell Wallace Howard Mason Gore William Marion Jardine | 1923 – 1924 1924 – 1925 1925 – 1929 |
| Sekretarz handlu               | Herbert Hoover William F. Whiting                               | 1923 – 1928 1928 – 1929             |
| Sekretarz pracy                | James John Davis                                                | 1923 – 1929                         |